# Tord Sundén

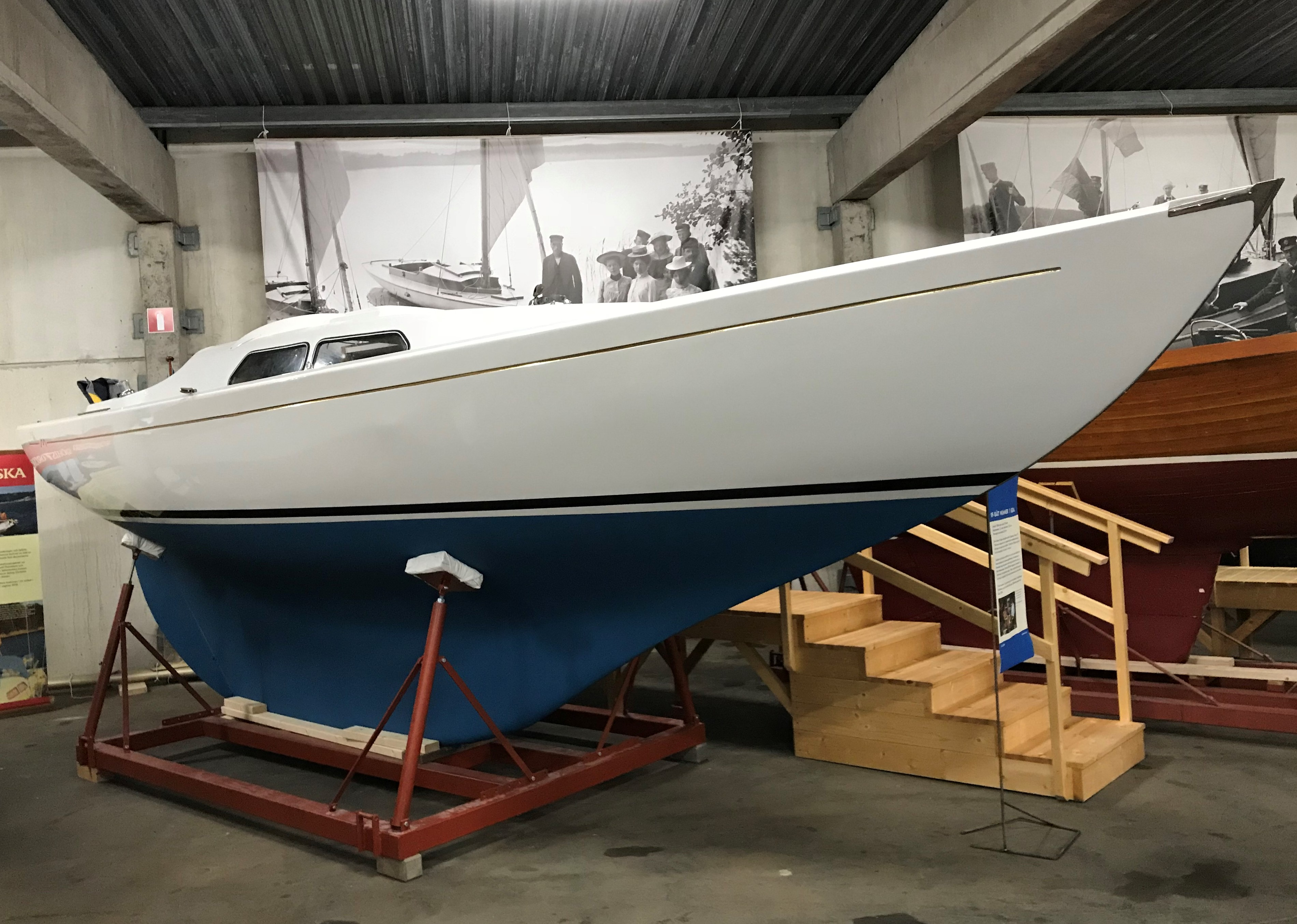
IF-båt nummer 1, Goal, på Sjöhistoriska museets båtmagasin på Rindö.

Tord Arne Sundén, född 29 juni 1909 i Göteborgs Vasa församling, död 26 augusti 1999 i Göteborgs Annedals församling, Göteborg, var en svensk ingenjör och båtkonstruktör. Han är framför allt känd för att ha konstruerat Nordisk folkbåt 1941. 
Tord Sundén växte upp i Göteborg och utbildade sig till skeppsbyggare på Chalmers tekniska högskola i Göteborg. Han var verksam som konstruktör vid Eriksbergs Mekaniska Verkstads AB i Göteborg. På fritiden konstruerade han segelbåtar, bland annat en R 6a till redaren Sven Salén. Sundéns första konstruktion var Göteborgs Kungliga Segelsällskap lottbåt 1938. 
Nordisk folkbåt i trä från 1942 blev den konstruktion av Tord Sundén som det har byggts flest exemplar av, först i trä senare i en variant i glasfiberarmerad polyester. 
Sundén ritade även Internationell folkbåt (IF-båten) 1966, Kungskryssaren samt flera andra segelbåtar. Han samarbetade med Nykarleby båtvarv, vilket resulterade i flera båtkonstruktioner: 
| Båt                         | År   | Tillverkare       |
| --------------------------- | ---- | ----------------- |
| Nordisk Folkbåt             | 1942 |                   |
| Internationell folkbåt (IF) | 1966 | Marieholm         |
| Sunwind 20                  | 1973 | Nykarleby båtvarv |
| Sunwind 26                  |      | Nykarleby båtvarv |
| Sunwind 29                  | 1979 | Nykarleby båtvarv |
| Sunwind 27                  | 1982 | Nykarleby båtvarv |
| Sunwind 33                  | 1983 | Nykarleby båtvarv |
| Sunwind 31                  | 1984 | Nykarleby båtvarv |
| Sunwind 311                 | 1987 | Nykarleby båtvarv |
| Sunwind 35                  | 1987 | Nykarleby båtvarv |
| Sunrise 33                  |      | Nykarleby båtvarv |
| Marieholm 32                |      | Marieholm         |